# Selva Nua
Selva Nua és un grup català de música pop amb influències soul i lo-fi, format el 2019 pels ponentins Joana Jové (veu i guitarra), Adrià Garcia (baix) i Gerard Català (bateria).
Després de gravar la seva primera cançó, «Nuvolosa», va guanyar el concurs «Una estrella a casa» que organitzaven les Cases de la Música i Estrella Damm per impulsar nous projectes musicals en ple confinament i que com a premi tenia enregistrar un disc.

## Discografia
- Momentani (Bankrobber, 2022)